# Campeonato Juvenil Africano de 1979
El Campeonato Juvenil Africano de 1979 se jugó del 6 de agosto de 1978 al 25 de febrero de 1979 y contó con la participación de 19 selecciones juveniles de África.
Argelia venció en la final a Guinea para ser el primer campeón del torneo.

## Participantes
| - Argelia - Camerún - Egipto - Etiopía - Madagascar - Guinea - Malí | - Costa de Marfil - Kenia - Libia - Mauricio - Malaui - Marruecos | - Nigeria - Uganda - Togo - Senegal - Gambia - Túnez |

## Ronda preliminar
| Equipo 1 | Agr. | Equipo 2   | Ida | Vuelta |
| -------- | ---- | ---------- | --- | ------ |
| Kenia    | w/o  | Malaui     | –   | –      |
| Mauricio | w/o  | Madagascar | –   | –      |
| Gambia   | w/o  | Senegal    | –   | –      |

## Primera ronda
| Equipo 1  | Agr.  | Equipo 2        | Ida   | Vuelta |
| --------- | ----- | --------------- | ----- | ------ |
| Libia     | 2 - 3 | Argelia         | 1 - 2 | 1 - 1  |
| Egipto    | 0 - 3 | Túnez           | 0 - 1 | 0 - 2  |
| Kenia     | 2 - 3 | Etiopía         | 2 - 0 | 0 - 4  |
| Mauricio  | w/o   | Uganda          | –     | –      |
| Marruecos | w/o   | Malí            | –     | –      |
| Guinea    | w/o   | Togo            | –     | –      |
| Camerún   | w/o   | Costa de Marfil | –     | –      |
| Nigeria   | w/o   | Gambia          | –     | –      |

## Segunda ronda
| Equipo 1 | Agr.  | Equipo 2  | Ida   | Vuelta |
| -------- | ----- | --------- | ----- | ------ |
| Túnez    | 1 - 2 | Argelia   | 1 - 2 | 0 - 0  |
| Mauricio | 1 - 2 | Etiopía   | 1 - 1 | 0 - 1  |
| Guinea   | 2 - 0 | Marruecos | 2 - 0 | 0 - 0  |
| Nigeria  | 3 - 1 | Camerún   | 1 - 1 | 2 - 0  |

## Semifinales
| Equipo 1 | Agr.  | Equipo 2 | Ida   | Vuelta |
| -------- | ----- | -------- | ----- | ------ |
| Etiopía  | 0 - 1 | Argelia  | 0 - 0 | 0 - 1  |
| Nigeria  | 1 - 2 | Guinea   | 0 - 1 | 1 - 1  |

## Final
| Equipo 1 | Agr.      | Equipo 2 | Ida   | Vuelta |
| -------- | --------- | -------- | ----- | ------ |
| Argelia  | 4 - 4 (a) | Guinea   | 2 - 1 | 2 - 3  |

## Campeón
| Campeonato Juvenil Africano 1979 |
| -------------------------------- |
| Bandera de Argelia               |
| Argelia 1º Título                |

## Clasificados al Mundial Sub-20
| - Argelia | - Guinea |